# Emmo von Roden (General, 1861)
Emmo Maria Max Wellhausen, ab 1882 von Roden (* 13. Juni 1861 in Hannover; † 25. Juli 1945) war ein deutscher Generalmajor der Reichswehr.

## Leben
Emmo von Roden war ein Sohn der preußischen Oberstabsarztes Julius Wellhausen. Am 17. September 1882 erhielt er gemeinsam mit seinem Bruder Wilhelm (* 1859) den preußischen Adelsstand als „von Roden“ verliehen.
Emmo von Roden trat 1882 in die Preußische Armee ein, wurde am 12. Februar 1884 zum Sekondeleutnant befördert und 1892 zum Adjutant im 2. Hannoverschen Ulanen-Regiment Nr. 14 in Sankt Avold ernannt.
Als Premierleutnant war er dort 1895 in der 2. Eskadron tätig. 1904 erhielt er als Lehrer am Militär-Reit-Institut den Roten Adlerorden 4. Klasse verliehen. Am 27. Januar 1908 wurde er zum Major befördert. Von Mitte Mai 1910 an war er Kommandeur der Offizier-Reitschule in Paderborn. Anfang Oktober 1913 gab er das Kommando an Hugo von Kayser ab. Von Oktober 1913 an war er als Oberstleutnant  Kommandeur des neu aufgestellten Jäger-Regiments zu Pferde Nr. 11. Am 7. Juli 1916 gab er das Kommando ab und wurde am 1. November 1916 zum Oberst befördert. Roden wurde Kommandeur des Reserve-Infanterie-Regiments 7 (Liegnitz). Später war er bis Kriegsende Kommandeur der 30. Reserve-Infanterie-Brigade bei der 15. Reserve-Division.
Nach dem Ersten Weltkrieg meldete sich Oberst von Roden als Freiwilliger in einem Freikorps und wurde Kommandeur der 1. Marine-Brigade, später auch „1. Marine-Brigade von Roden“ oder „Brigade Roden“ genannt. Diese wurde Ende 1918 aufgestellt, Anfang 1919 übernahm Roden das Kommando und Mitte Mai 1919 wurde die Brigade bereits wieder aufgelöst.
Nach dem Krieg wurde er in die Reichswehr übernommen. Dort war er von Mitte Mai 1920 bis 21. Juni 1921 als Generalmajor Kommandeur des 5. Preußischen Reiter-Regiments in Stolp.
Später lebte Roden in Potsdam.
Emmo von Roden war ab 1891 mit Elisabeth von Strempel (* 1868), einer Tochter des preußischen Generals der Infanterie Hugo von Strempel, verheiratet. Ihr Sohn war der spätere Generalmajor der Wehrmacht, Emmo von Roden.